# Muráti Frigyes
Muráti Frigyes, született: Murz, névváltozatok: Murcz, Musz (Barcarozsnyó vagy Temesvár, 1856. – Szeged, 1939. január 21.) ezredes, tanár, szakíró, festő, poliglott. Muráti Lili színésznő édesapja.

## Életútja
Murcz György és Ziegler Róza fia. Katonai pályára készült, így a kadétiskolában tanult. 1876-ban kinevezték hadnaggyá. 1877-ben a 2. gyalogezred hadnagya volt, 1882 novemberétől ugyanott főhadnagy, majd 1889 májusában II. osztályú századosként a debreceni 39. honvéd gyalogezrednél szolgált. 1899 októberében I. osztályú százados a gyalogságnál, 1899. november 1-jétől pedig őrnagy a nagyváradi 4. gyalogezrednél. 1905-ben saját kérésére nyugdíjazták, mivel életét a művészetnek szerette volna szentelni. Murz családi nevét 1899-ben változtatta Murátira. 1894 és 1897 között a bécsújhelyi katonai akadémián tanított 1894–95-ben francia, 1895–96-ban orosz nyelvet. 11 nyelven beszélt, vívástankönyvet adott ki, végzett a középkorral kapcsolatos kutatásokat és emellett foglalkozott festészettel is: főként tiszai tájképeket készített Szeged környékén, valamint a népélet jeleneteit ábrázolta. Halálát szívizomelfajulás okozta. Felesége Széll Auguszta Jusztina volt.

## Művei
- Degen-, Säbel- und Duell-fechten (Debrecen, 1890, magyar fordítása Laky Imrétől)
- Vitőr- kard- és párbajvivás (Debrecen, 1890)
- Un manuscript de Constantinople (regény, magyarul: Egy konstantinápolyi kézírat, magyarra fordította Muráti György, 1930, görögül: Hen cheirographon tes Konstantinoupoleos, Athén, 1931)